# غابو فيرو
فرناندو غابرييل «غابو» فيرو (بالإسبانية: Gabo Ferro)‏ (مواليد 6 نوفمبر 1965 في بوينس آيرس - 8 أكتوبر 2020)، هو مغني وعازف موسيقى الروك وشاعر وأستاذ تاريخ جامعي أرجنتيني.

## من مؤلفاته
- «البربرية والحضارة: الدم والوحوش ومصاصي الدماء خلال حكومة روساس الثانية (1835-1852)» (2009. ISBN 978-987-1307-16-6).
- «الإيماءات بين العلم والسياسة والتمثيلات في حالة الأرجنتين». (2010. ISBN 978-987-1307-30-2).